# Kete Ioane
Pour les articles homonymes, voir Ioane.
Kete Ioane, né le 30 octobre 1950 dans le district d'Amuri sur l'île d'Aitutaki en Nouvelle-Zélande (désormais Îles Cook) et mort le 13 février 2015 à Auckland, est un homme politique cookien.

## Formation
Il fait ses études à l'Araura Primary School, puis l'Aitutaki Junior High School. 

## Vie professionnelle
Après ses études, Kete Ioane travailla dans l'administration des îles Cook, tout d'abord au département de l'agriculture puis au département de la police. Il occupa enfin la fonction d'officier de probation sur l'île d'Aitutaki jusqu'à son entrée en politique en 1999. 

## Carrière politique
Il fut élu pour la première fois dans la circonscription de Vaipae-Tautu sous l'étiquette du Democratic Party lors des élections générales de 1999, puis réélu en 2004 et lors des élections anticipées de 2006. Il occupa à partir de 2006 le poste de ministre de l'Environnement et des Îles extérieures.
Le 23 décembre 2009, il démissionna de ses fonctions ministérielles par solidarité envers le chef de son parti Terepai Maoate que Jim Marurai venait de limoger à la suite du fiasco de l'affaire "fuel farm".

## Vie personnelle
Il est marié à Teinakore (née Tuao) du district de Vaipae. Ils ont trois enfants, un garçon et deux filles. Il est également le père de trois autres enfants d'un premier mariage avec Tereapii Tunui, et grand-père à plusieurs reprises. 